# R2E Portal
R2E PORTAL (PORTAL) је кућни рачунар, производ фирме R2E који је почео да се израђује у Француској током 1981. године.
Користио је Intel 8085 као централни микропроцесор а РАМ меморија рачунара PORTAL је имала капацитет од 64 KB. 
Као оперативни систем кориштен је PROLOGUE.

## Детаљни подаци
Детаљнији подаци о рачунару PORTAL су дати у табели испод.
|                       |                                                                                                 |
| [ 1 ]                 |                                                                                                 |
| Произвођач            |                                                                                                 |
| Тип                   | кућни рачунар                                                                                   |
| Меморија              | 64                                                                                              |
| Поријекло             | Француска                                                                                       |
| Година                | 1981                                                                                            |
| Тастатура             |                                                                                                 |
| Процесор              | 8085                                                                                            |
| Фреквенција процесора | 2                                                                                               |
| RAM                   | 64                                                                                              |
| ROM                   | непознато                                                                                       |
| Текст                 | 1 линија са 32 знака                                                                            |
| Графика               |                                                                                                 |
| Боја                  |                                                                                                 |
| Звук                  | мали звучник                                                                                    |
| Димензије             | 50,8 (ширина) x 30,4 (дубина) x 10,3 (висина) (CPU) / 9,4 (CPU), 5,5 (монитор), 2,5 (тастатура) |
| Портови               |                                                                                                 |
| Оперативни систем     |                                                                                                 |